# II. Liga Nord (Burgenland)
Die II. Liga Nord ist die 2. Fußball-Landesliga des österreichischen Bundeslands Burgenland. Sie ist im Fußball-Ligasystem in Österreich die fünfthöchste Liga und wurde erstmals in der Saison 1961/62 ausgetragen.

## Modus
Die Liga umfasst zurzeit vierzehn Teams, wobei jeder Verein gegen jeden anderen je ein Heim- und ein Auswärtsspiel bestreitet. Eine Saison umfasst also insgesamt 26 Spieltage.
Der nach Saisonende Tabellenerste ist zum Aufstieg in die viertklassige Landesliga Burgenland berechtigt. Die Anzahl der Absteiger richtet sich nach den Absteigern aus der Landesliga Burgenland, da diese geografisch den drei II. Ligen (Nord, Mitte und Süd) zugeordnet sind.